# 幕張新都心

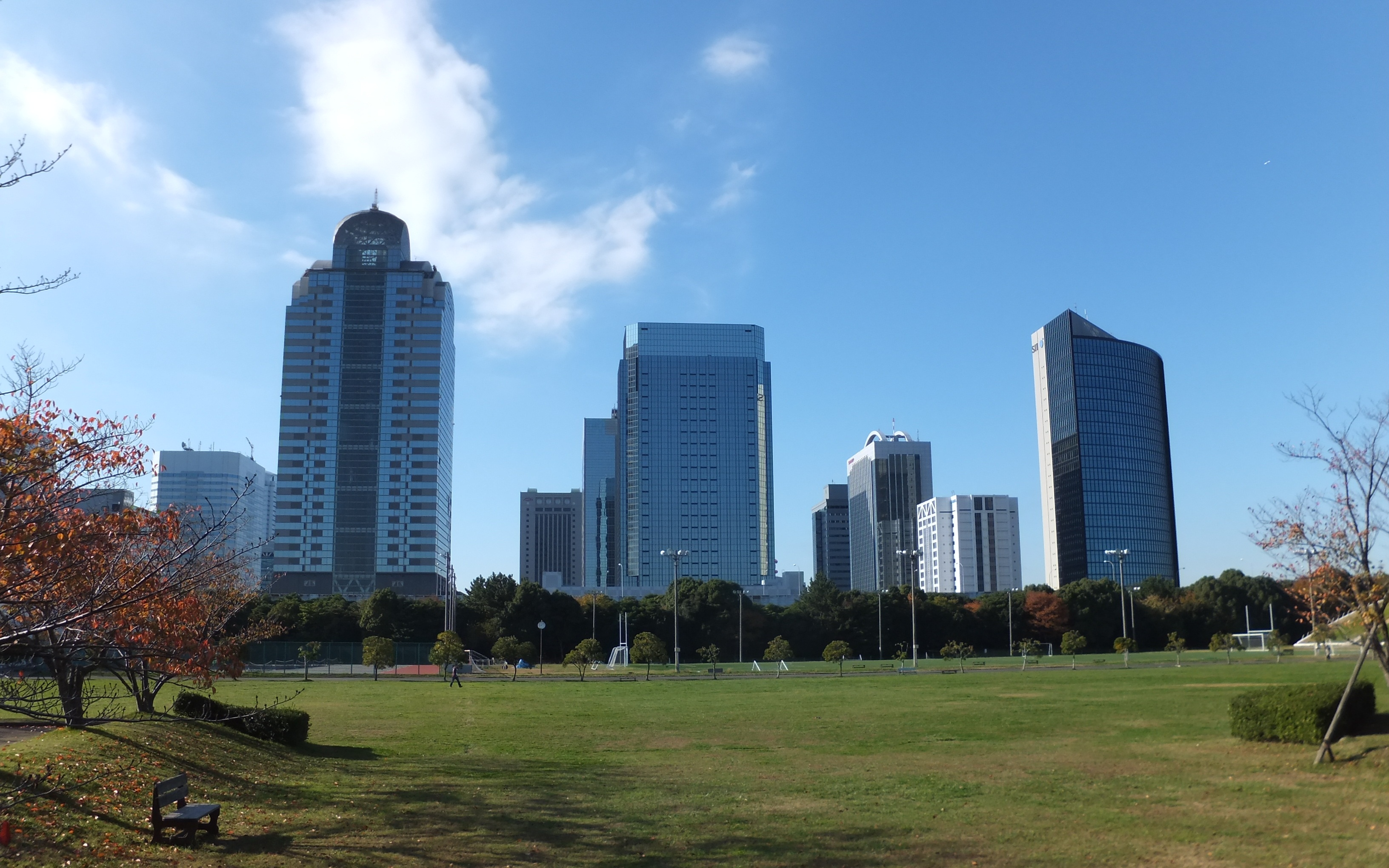
神田外語大學所見的幕張新都心高層大樓群

幕張新都心（日语：／ Makuhari Shintoshin */?）是位於日本千葉縣東京灣邊的水岸都市開發區，橫跨千葉縣的千葉市美濱區與習志野市，行政區劃上歸屬於千葉市美濱區美濱、若葉、打瀨、篊野（日語：ひび野）、中瀨、豐砂、濱田2丁目一部分，以及習志野市的芝園1丁目。其得名自位於千葉市花見川、美濱兩區之間的廣域地名「幕張」，1970年代後期開始開發，現今已發展面積約522.2公頃。

## 概要
1970年代後半東京灣填海工程所開發的新都心，打造成融合「職、住、學、遊」的未來型國際都市，由以下6地區所構成。
- 東日本旅客鐵道（JR東日本）京葉線海濱幕張站為中心的「Town Center地區」
- 企業為主的「業務研究地區」
- 學校為主的「文教地區」
- 集合住宅為主的「住宅地區」
- 以東京灣沿岸幕張海濱公園為中心的「公園、綠地地區」
- 1989年（平成元年）併入的「擴大地區」

Town Center地區
以海濱幕張站為中心的Town Center地區有購物大樓（PLENA幕張）、電影院（Cineplex幕張）、暢貨中心（三井暢貨園區幕張）、超市（永旺幕張）等商業設施，另有六間飯店（APA飯店、幕張新大谷飯店、曼哈頓飯店、綠塔飯店 （页面存档备份，存于）、噴泉飯店、Francs飯店）提供旅客居住。區內巴士站有「海濱幕張站」與「Town Center」。
業務研究地區
1989年（平成元年），日本展覽中心（現幕張展覽館）開幕，國內外企業陸續進駐形成辦公商區。區內有世界商務花園與幕張科技花園等辦公大樓，包括永旺集團本社在內，約有450間企業在此活動。但受到都心回歸的影響，已有部分企業將本社移往都心。
文教地區
幕張新都心中最早進行開發的地區，大學（放送大學、神田外語大學、千葉縣立保健醫療大學）、中學校及高等學校（千葉縣立幕張總合高等學校、澀谷教育學園幕張中學校、高等學校 、昭和學院秀英中學校、高等學校）、幼稚園及小學校（幕張國際學校）林立，另外還有研究設施（亞洲經濟研究所、JA共濟幕張研修中心）、公共職業能力開發設施（高度職業能力開發促進中心）等。
住宅地區
1995年（平成7年），官民合作的「幕張灣城」開放居住。1999年（平成11年）獲得好設計獎。區內有三所小學，一所中學。
公園、綠地地區
東京灣岸與海濱幕張站東部為縣立幕張海濱公園（71.9公頃，約日比谷公園4倍）。區內還有人工海濱「幕張之濱」（禁止游泳，僅能玩水）與職棒千葉羅德海洋主場ZOZO海洋球場，平日中午是上班族的休閒場所，假日則有許多家族與情侶來此遊樂。此外，為了與世界交流而打造的池泉回遊式日本庭園「見濱園」內有茶室「松籟亭（しょうらいてい）」。
擴大地區
1989年（平成元年）編入，為好市多幕張店、Carest幕張、東京interior幕張店等的所在地。最初有索尼、日本航空、三井物產等十多間企業簽署土地利用契約，但在泡沫經濟破滅後陸續解約或凍結計畫，2007年（平成19年）3月中止出售。2010年（平成22年），豐砂地區18.3公頃未使用土地由辦公用途改為符合企業需求的商業用途。同年9月公開招募，12月永旺得標。2013年（平成25年）12月，永旺夢樂城旗艦店「永旺夢樂城幕張新都心」（店鋪面積9.6萬平方公尺）開幕，店鋪面積在當時是首都圈中次於永旺湖城（13萬平方公尺）、啦啦寶都東京港灣（11.6萬平方公尺）的第三大商業設施。此外，目前還計畫由千葉市與企業出資，在京葉線新習志野站－海濱幕張站間（好市多及永旺夢樂城附近）設置新車站。

## 幕張新都心計畫
- 事業主體：千葉縣企業廳（日语：千葉県企業庁）
- 事業期間：昭和47年度〜平成22年度
- 敷地面積：522.2公頃（含擴大地區）
- 常住人口：26,000人
- 就業人口：150,000人
- 地域區分：5區劃

## 歷史
- 1967年（昭和42年）
  - 千葉縣第2次綜合5年計畫，提出幕張灣城計畫。
- 1973年（昭和48年）
  - 千葉縣第4次綜合5年計畫，幕張A地區作為新都心進行開發。
  - 幕張A地區、幕張C地區取得填海許可、開工。
- 1979年（昭和54年）
  - 人工海濱「幕張之濱」開幕。
- 1980年（昭和55年）
  - 幕張A地區、幕張C地區填海造陸工程完工。
  - 千葉縣立幕張東、西、北高等學校三校開校。
- 1981年（昭和56年）
  - 千葉縣立衛生短期大學開學。
- 1982年（昭和57年）
  - 東關東自動車道（宮野木JCT（日语：宮野木ジャンクション）〜灣岸市川IC）通車。設置灣岸千葉IC。
- 1983年（昭和58年）
  - 昭和學院秀英高等學校（日语：昭和学院秀英中学校・高等学校）開校。
  - 澀谷教育學園幕張中學校（日语：渋谷教育学園幕張中学校・高等学校）開校。
  - 千葉新產業三角構想「幕張新都心構想」計畫定位。
- 1984年（昭和59年）
  - 千葉縣立若葉看護高等學校開校。
  - 國際能力開發支援中心開設。
- 1985年（昭和60年）
  - 放送大學開學。
- 1986年（昭和61年）
  - 海濱幕張站開設。JR京葉線（西船橋〜千葉港）開業。
- 1987年（昭和62年）
  - 神田外語大學開學。
- 1988年（昭和63年）
  - JR京葉線（新木場〜南船橋、市川鹽濱〜西船橋、千葉港〜蘇我）開通。
- 1989年（平成元年）
  - 日本展覽中心（現幕張展覽館）開幕。
  - Robot FA Center大廈竣工。
  - 幕張王子大飯店宴會場開幕。
- 1990年（平成2年）
  - JR京葉線（東京〜新木場）全線開業。
  - 千葉海洋球場開幕。
  - 東京瓦斯幕張大廈竣工。
  - 幕張科技花園竣工。
  - 日本庭園「見濱園」開幕。
  - 噴泉飯店幕張開業。
- 1991年（平成3年）
  - 認可千葉業務核都市基本構想。
  - 日本IBM幕張事業所大廈竣工。
  - 綠塔飯店幕張開業。
  - Francs飯店開業。
  - 曼哈頓飯店開業。
  - 日本BMW本社大廈竣工。
  - 世界商務花園竣工。
  - 開設高度職業能力開發促進中心（日语：高度職業能力開発促進センター）。
  - 開設障害者職業綜合中心。
- 1992年（平成4年）
  - 職棒羅德海洋（當時）主場移至千葉海洋球場，改稱千葉羅德海洋。
  - KITZ（日语：キッツ）本社大廈竣工。KITZ本社移入。
  - 夏普幕張大廈竣工。
  - 富士通幕張系統實驗室竣工。
  - 幕張東京海上（現東京海上日動火災保險（日语：東京海上日動火災保険））大廈竣工。
  - 「業務核都市、幕張新都心綜合社區營造」獲得平成3年度日本都市計畫學會（日语：日本都市計画学会）石川賞。
  - 開設千葉市幕張勤勞市民廣場。
- 1993年（平成5年）
  - NTT幕張大廈竣工。
  - SII幕張大廈竣工。
  - 住友化學工程中心大廈竣工。
  - Robot FA Center竣工。
  - 幕張新大谷飯店（日语：ホテルニューオータニ幕張）開業。
  - 幕張王子大飯店客房棟開幕。
  - PLENA幕張開幕。
- 1994年（平成6年）
  - 幕張灣城地区開始出售。
  - 佳能販賣（現日本佳能行銷（日语：キヤノンマーケティングジャパン））幕張本社大廈竣工。
  - 永旺本社大樓永旺塔（日语：イオンタワー）竣工。永旺集團本社由東京移入此地。
- 1995年（平成7年）
  - 幕張灣城地區開始入住。
  - 千葉市立打瀨小學校（日语：千葉市立打瀬小学校）開校。
  - 千葉市立打瀨中學校（日语：千葉市立打瀬中学校）開校。
- 1996年（平成8年）
  - 千葉縣立幕張東、西、北高等學校3校合併的千葉縣立幕張綜合高等學校開校。
- 1997年（平成9年）
  - 幕張展覽館國際展示場9-11廳開幕。
  - Pal廣場幕張開業。
- 1999年（平成11年）
  - 亞洲經濟研究所（日语：アジア経済研究所）移入。
  - 木下大馬戲團（日语：木下大サーカス）在海濱幕張站前特設會場（現Messe Amuse Mall）公演。
  - 於幕張展覽館停車場舉行「GLAY EXPO（日语：GLAY EXPO）'99」。參加人數達20萬人，為日本國內單獨LIVE最高紀錄。
  - 幕張灣城中庭獲得好設計獎設施部門的都市設計獎。
- 2000年（平成12年）
  - GARDEN WALK幕張（現三井暢貨園區幕張（日语：三井アウトレットパーク 幕張））開幕。
  - 家樂福（日语：イオンマルシェ）幕張開幕。
  - 好市多幕張在擴大地區開幕。
- 2001年（平成13年）
  - 幕張灣城地區人口突破1萬人。
  - 千葉市立海濱打瀨小學校（日语：千葉市立海浜打瀬小学校）開校。
  - 關東針灸專門學校開校。
- 2002年（平成14年）
  - 新日本建設智慧大廈竣工。為新日本建設本社。
  - Messe Amuse Mall開幕（Cineplex幕張等）。
- 2003年（平成15年）
  - 佳能販售本社移往品川，此地改為幕張事業所。
  - Carest幕張（日语：日産カレスト）在擴大地區開幕。
- 2004年（平成16年）
  - 千葉縣立若葉看護高等學校與千葉縣立幕張綜合高等學校整合。
- 2005年（平成17年）
  - ROOM DECO kanetaya開幕。
  - 千葉羅德海洋拿下日本一。舉行優勝遊行。
  - 東京interior家具（日语：東京インテリア家具）幕張店在擴大地區開幕。
- 2006年（平成18年）
  - APA飯店&度假村東京灣幕張開幕。
  - JA共濟幕張研修中心竣工。
  - 松下電器產業（現Panasonic）以環境為主題的「櫻花廣場」（安藤忠雄設計）在擴大地區開幕。
  - bayfm移入世界商務花園。
  - 千葉市立美濱打瀨小學校開校。
  - 海洋博物館開幕。
- 2007年（平成19年）
  - Starts Amenity（日语：スターツコーポレーション）收購Robot FA Center大廈，改稱Starts 幕張大廈。
  - 日本BMW本社移往GranTokyo南塔（東京站八重洲口）。
- 2008年（平成20年）
  - su:k海濱幕張開幕。
  - aune（日语：aune (商業施設)） MAKUHARI開幕。
  - 城西國際大學開設幕張校區。
- 2009年（平成21年）
  - 東京MOTHERS市場（日语：マザーズ）上市的愛可信收購舊日本BMW本社大廈。
  - 幕張國際學校（日语：幕張インターナショナルスクール）開校。
  - 千葉縣立保健醫療大學開校。
  - ROUND ONE（日语：ラウンドワン）習志野店在擴大地區開幕。
  - 島忠HOMES（日语：島忠）幕張店在擴大地區開幕。
- 2010年（平成22年）
  - 家樂福幕張改稱永旺幕張。
  - 帝京平成大學（日语：帝京平成大学）開設幕張校區。
  - 國際能力開發支援中心閉館。
  - 東京海上日動火災保險從幕張東京海上大廈移入世界商務花園。
  - 職棒千葉羅德海洋移入後第二次拿下日本第一，舉行優勝遊行。
- 2011年（平成23年）
  - 千葉海洋球場改稱QVC海洋球場。
  - 3月11日發生東日本大震災，海濱幕張站周邊及幕張展覽館停車場、幕張海濱公園等發生土壤液化。
  - 永旺收購舊幕張東京海上大廈，改稱永旺塔Annex（日语：イオンタワーアネックス）。永旺集團相關企業移入。
- 2012年（平成24年）
  - 職棒千葉羅德海洋室內練習場竣工。
  - Pal廣場幕張關閉。
  - 千葉市民花火大會會場從中央區千葉港公園（日语：千葉ポートパーク）移至幕張海濱公園（日语：幕張海浜公園）。暱稱為「幕張海灘花火節」。
- 2013年（平成25年）
  - 日本QVC新辦公大樓QVC廣場竣工，本社從世界商務花園移入。
  - 永旺夢樂城幕張新都心（英语：イオンモール幕張新都心）在擴大地區開幕[1]。
- 2014年（平成26年）
  - APA飯店&度假村東京灣幕張西棟（地上11層）預定開幕[3]。

## 設施

### 主要設施
- 幕張展覽館
- 千葉海洋球場
- ZOZOPARK HONDA FOOTBALL AREA
- 高圓宮紀念JFA夢球場（高円宮記念JFA夢フィールド）

### 飯店
- 噴泉飯店幕張
- 綠塔飯店幕張 （页面存档备份，存于）
- Francs飯店
- 曼哈頓飯店（日语：ホテル ザ・マンハッタン）
- 幕張新大谷飯店（日语：ホテルニューオータニ幕張）
- APA飯店&度假村東京灣幕張

### 商業設施
- PLENA幕張
- 三井暢貨園區幕張（日语：三井アウトレットパーク 幕張）
- 永旺（日语：イオン (店舗ブランド)）幕張
- 永旺夢樂城幕張新都心（日语：イオンモール幕張新都心）
- Messe Amuse Mall
- Cineplex（日语：シネプレックス (企業)）幕張（Messe Amuse Mall內）
- su:k海濱幕張
- aune（日语：aune (商業施設)） MAKUHARI
- 好市多幕張店
- ROOM DECO幕張新都心店
- Carest（日语：日産カレスト）幕張（習志野市）
- 東京interior（日语：東京インテリア家具）幕張店（習志野市）
- ROUND ONE（日语：ラウンドワン）習志野店（習志野市）
- 島忠HOMES（日语：島忠）幕張店（習志野市）

### 辦公大樓
- 世界商務花園（日语：ワールドビジネスガーデン）(WBG)
- 幕張科技花園（日语：幕張テクノガーデン）(MTG)
- NTT幕張大廈
- 永旺塔（日语：イオンタワー）
- 永旺塔Annex（日语：イオンタワーアネックス）
- 東京瓦斯幕張大廈
- 日本IBM幕張科技中心
- 夏普幕張大廈
- KITZ大廈
- 富士通幕張系統實驗室
- 住友化學工程中心大廈
- Starts幕張大廈
- 精工儀器幕張大廈
- 日本佳能行銷幕張事業所
- ACCESS幕張辦公室
- 新日本大廈
- QVC廣場

### 研究、研修機關
- 日本貿易振興機構 (JETRO) 亞洲經濟研究所（日语：アジア経済研究所）
- 財團法人海外職業訓練協會 (OVTA)
- 獨立行政法人高齡、障害、求職者雇用支援機構（日语：高齢・障害・求職者雇用支援機構）障害者職業綜合中心
- 獨立行政法人媒體教育開發中心（日语：メディア教育開発センター） (NIME)
- 千葉市幕張勤勞市民廣場
- 千葉縣綜合教育中心（日语：千葉県総合教育センター）
- 全國共濟農業協同組合連合會（日语：全国共済農業協同組合連合会）幕張綜合研修中心
- 千葉運轉免許中心（日语：千葉運転免許センター）
- 千葉縣精神科醫療中心（日语：千葉県精神科医療センター）

### 公共職業能力開發設施
- 獨立行政法人高齡、障害、求職者雇用支援機構高度職業能力開發促進中心（日语：高度職業能力開発促進センター）（愛称：高度工藝中心）

### 主要企業
（※代表在幕張具有本社機能的企業）
- 精工儀器（日语：セイコーインスツル）※
- 日本佳能行銷（日语：キヤノンマーケティングジャパン）
- 住友化學工程
- 日本IBM
- 夏普
- 富士通
- 日本電信電話
- KITZ（日语：キッツ）※
- 永旺※
- 東京瓦斯
- Starts Amenity（日语：スターツコーポレーション）
- 新日本建設（日语：新日本建設）※
- 愛可信
- 日本QVC※

#### 幕張科技花園內
- 氣象新聞公司（實質本社）
- 三協立山（日语：三協立山）
- NTT東日本-千葉（日语：NTT東日本-千葉）※
- YKK AP（日语：YKK AP）
- 保誠生命保險（日语：プルデンシャル生命保険）
- JFE系統
- 川崎微電子（日语：川崎マイクロエレクトロニクス）※
- 四国化成工業（日语：四国化成工業）
- 沖通信系統
- 長谷工社區（日语：長谷工コーポレーション）
- 木下工務店（日语：木下工務店）
- 鴻池運輸（日语：鴻池運輸）
- 住友林業
- 双葉電子工業（日语：双葉電子工業）
- 歐力士
- 獨立行政法人石油天然瓦斯、金屬礦物資源機構（日语：石油天然ガス・金属鉱物資源機構）（JOGMEC）
- KDDI
- 第一三共
- 旭化成房屋（日语：旭化成ホームズ）
- 山月
- 山田SXL HOME（日语：ヤマダ・エスバイエルホーム）
- 清水建設
- 杏林製藥（日语：杏林製薬）
- 第一生命保險
- 大和房屋工業
- 三井造船系統技研※

#### 世界商務花園內
- 三井不動產大樓管理（日语：三井不動産ビルマネジメント）
- 東芝
- 日本惠普
- 日本新聚思（日语：シネックスジャパン）
- 日本貿易振興機構（JETRO）
- 富士全錄
- 索尼生命保險（日语：ソニー生命保険）
- 千葉羅德海洋
- Nakamitsu Cars※
- bayfm※
- START TODAY（日语：スタートトゥデイ）※
- 東京海上日動火災保險（日语：東京海上日動火災保険）

### 住宅設施
- 幕張灣城
- 若葉住宅地區

## 學校

### 大學
- 千葉縣立保健醫療大學
- 放送大學
- 城西國際大學
- 神田外語大學
- 帝京平成大學（日语：帝京平成大学）

### 專門學校
- 關東針灸專門學校

### 高等學校
- 千葉縣立幕張綜合高等學校（日语：千葉県立幕張総合高等学校）
- 昭和學院秀英高等學校（日语：昭和学院秀英中学校・高等学校）
- 澀谷教育學園幕張高等學校（日语：渋谷教育学園幕張中学校・高等学校）

### 中學校
- 千葉市立打瀨中學校（日语：千葉市立打瀬中学校）
- 昭和學院秀英中學校（日语：昭和学院秀英中学校・高等学校）
- 澀谷教育學園幕張中學校（日语：渋谷教育学園幕張中学校・高等学校）

### 小學校
- 千葉市立打瀨小學校（日语：千葉市立打瀬小学校）
- 千葉市立海濱打瀨小學校（日语：千葉市立海浜打瀬小学校）
- 千葉市立美濱打瀨小學校（日语：千葉市立美浜打瀬小学校）
- 幕張國際學校（日语：幕張インターナショナルスクール）

## 公園
- 幕張海濱公園（日语：幕張海浜公園）
- Messe Mall
- 豐砂公園
- 幕張海濱綠地
- 濱田川綠地
- 花見川綠地
- 打瀨一丁目公園
- 打瀨二丁目公園（中地公園）
- 打瀨三丁目公園（運動公園）
- 打瀨第一公園
- 打瀨第二公園
- 打瀨第三公園（創造性遊戲公園）
- 打瀨第四公園
- 打瀨第五公園（休閒公園）
- 打瀨第六公園（三角公園）
- 打瀨第七公園（海岸公園）
- 打瀨第一綠地（中學邊）
- 打瀨第二綠地（社區中心花園）
- 打瀨第三綠地（打瀨接觸綠地）
- 打瀨綠地

## 以幕張地區為舞台的作品
- 電影
  - 《假面騎士ZO》※(片尾腳踏車場景)
  - 《哥吉拉vs機械哥吉拉》(最後決戰舞台)
  - 《哥吉拉2000》
  - 《還有明天 THE MOVIE（日语：明日があるさ (テレビドラマ)）》
- 電視劇
  - 《庶務二課》
  - 《發達之路》
  - 《未成年都市（日语：ぼくらの勇気 未満都市）》
  - 《太陽的季節》
  - 《浪漫巴士站（日语：バスストップ (テレビドラマ)）]》
  - 《やっぱり猫が好き（日语：やっぱり猫が好き）》
  - 《おれがあいつであいつがおれで（日语：おれがあいつであいつがおれで）》
- 小說
  - 《神經漫遊者》
- 漫畫
  - 《幕張》
  - 《幕張サボテンキャンパス（日语：幕張サボテンキャンパス）》
- 音樂
  - 《summer FM》(GLAY)

※也是許多電影、電視劇、廣告拍攝地。

## 交通

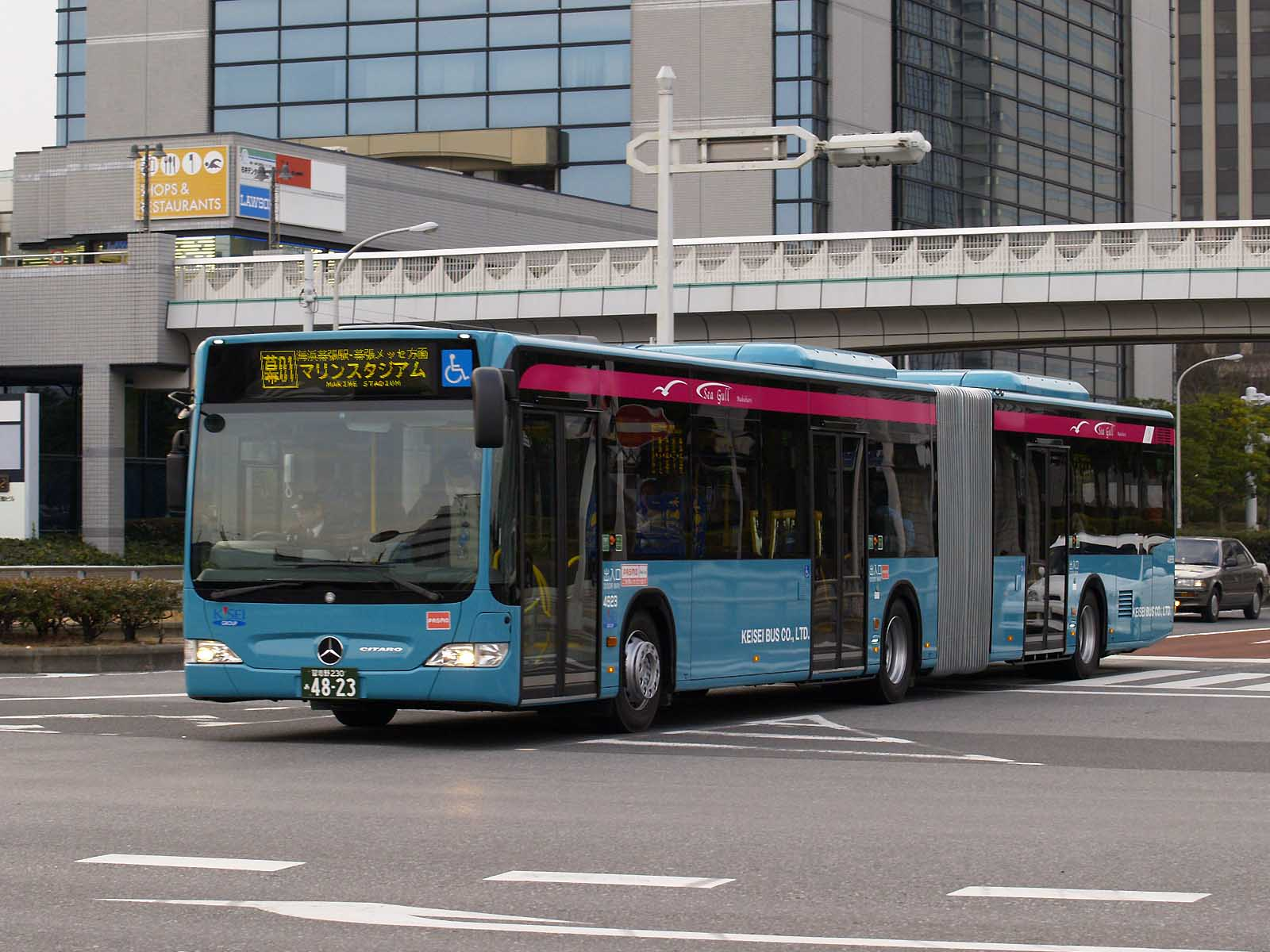
京成巴士的雙節公車「海鷗幕張」（梅賽德斯-賓士 Citaro G）

### 鐵道
- ■JR京葉線
  - 海濱幕張站

### 路線巴士
- 京成巴士
  - 新都心營業所（日语：京成バス新都心営業所）管轄。
  - 新都心幕張線（幕01（幕張本鄉01）系統。幕張本鄉站 - 運轉免許中心前（日语：千葉運転免許センター） - 海濱幕張站 - 幕張展覽館、千葉海洋球場間）乘客眾多，因此使用日本少見的雙節公車。
  - 與千葉海濱交通營運東京站往返幕張新都心的高速巴士。
  - 運行往返羽田機場、成田機場往返幕張新都心的機場直達巴士。
- 千葉海濱交通（日语：千葉海浜交通）
  - 營運往磯邊與真砂等地的巴士。
- 平和交通
  - 運行灣城地區與京葉線北側的辦公商區，也稱灣城巴士。
  - 與飛鳥交通（日语：あすか交通）營運銀座站、東京站往返幕張新都心的高速巴士。

### 停車場
- 區內有許多停車場。詳情請見「幕張新都心地區停車場指南 （页面存档备份，存于）」。

## 備註
1. 1 2  イオンモールの旗艦店「イオンモール幕張新都心」起工式を実施PDF - イオンモール、2013年1月23日。
2. ↑  撤退続く幕張にイオンがあえて出店するワケ 総力を結集し11月に首都圏3位の巨大商業施設を建設へ （页面存档备份，存于）（東洋経済オンライン 2013年03月27日）
3. ↑  アパホテル&リゾート<東京ベイ幕張>西棟増築工事起工式開催 （页面存档备份，存于） - アパグループ、2013年3月15日

## 關連項目
- 幕張
- 千葉市美濱區
- 新都心
  - 橫濱港未來21
  - 埼玉新都心
- 副都心
  - 西新宿（新宿副都心）
  - 東京臨海副都心

## 外部連結
- 歡迎到幕張新都心！-MAKUHARI CITY GUIDE- （页面存档备份，存于）
- 歡迎來到幕張新都心／千葉縣 （页面存档备份，存于）

### 空拍圖、地圖
- 國土地理院 地圖、空拍圖閱覽服務 （页面存档备份，存于）